# La signora in ermellino
La signora in ermellino (That Lady in Ermine) è un film del 1948 diretto da Ernst Lubitsch e (non accreditato) Otto Preminger.

## Produzione
Il film fu prodotto dalla Twentieth Century Fox Film Corporation con un budget stimato di 2.484.000 di dollari.
Otto Preminger completò il film che venne interrotto al nono giorno delle riprese dalla morte di Ernst Lubitsch, colpito dal suo sesto infarto.

## Distribuzione
Distribuito dalla Twentieth Century Fox Film Corporation, il film venne presentato in prima a New York il 24 agosto 1948.

## Differenti versioni
- The Lady in Ermine, regia di James Flood (1927)
- Le rose della castellana (Bride of the Regiment), regia di John Francis Dillon (1930)
- La signora in ermellino (That Lady in Ermine), regia di Ernst Lubitsch ripresa da Otto Preminger (1948)